# Hellerup
Hellerup est une ville du Danemark située dans la région Hovedstaden, au nord de Copenhague.

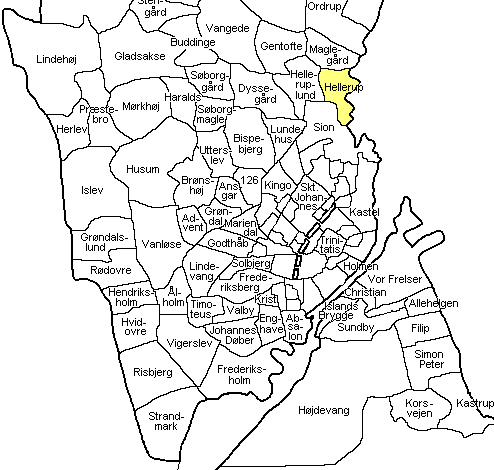
Localisation de Hellerup (en jaune sur la carte).

## Personnalités liées à la ville
- Finn Aabye, producteur de cinéma
- Nils Asther, acteur suédois
- Ole Berntsen (1915-1996), skipper danois, champion olympique
- Lis Hartel, cavalière de dressage
- Jorgen Ulrich, joueur de tennis
- Paul Elvstrøm, régatier 4x champion olympique
- Virginia Allen Jensen, illustratrice et écrivaine de livres pour la jeunesse.
- Palle Huld, acteur et écrivain

## Liens externes

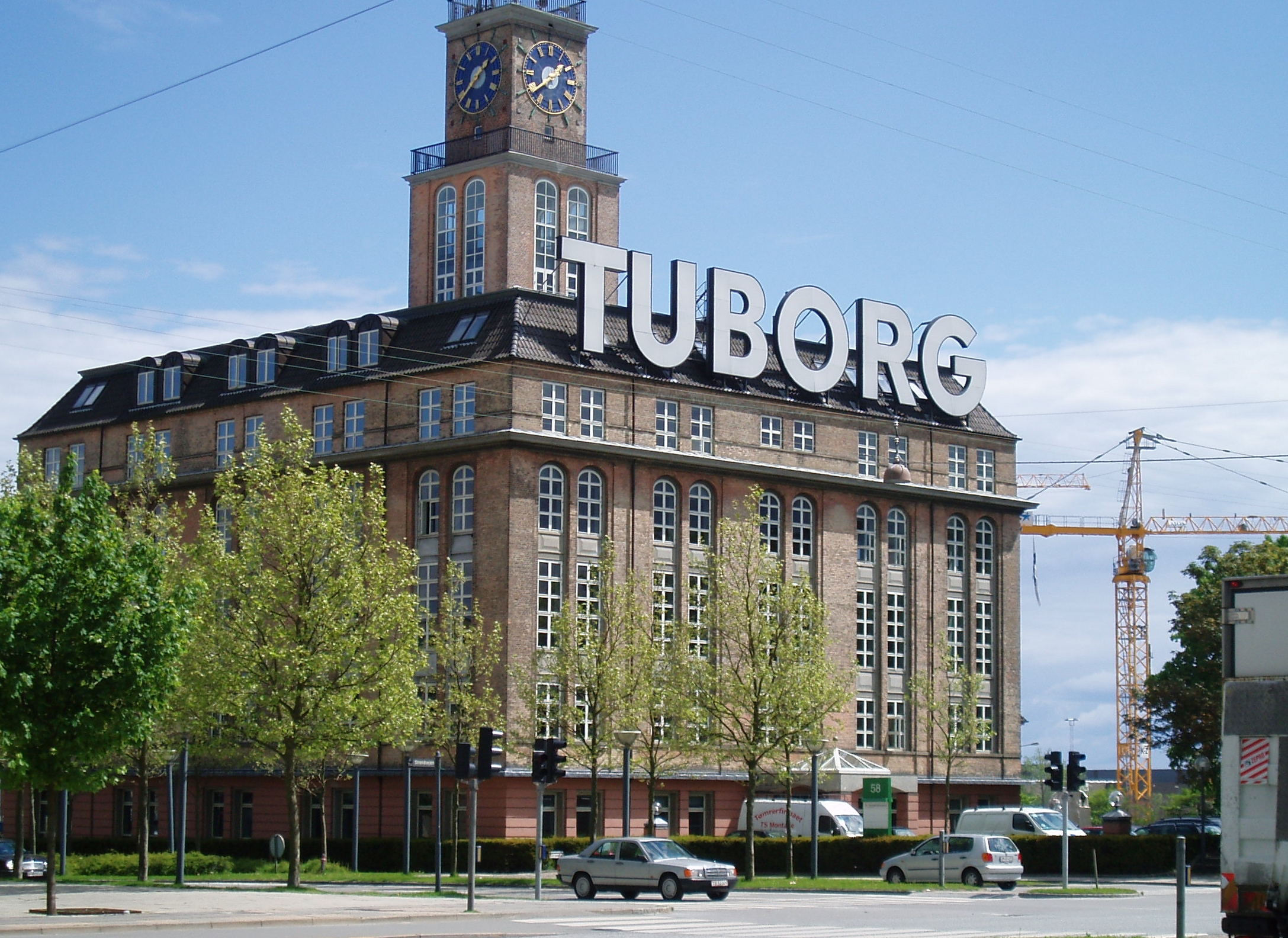
Les anciens bureaux de Tuborg.

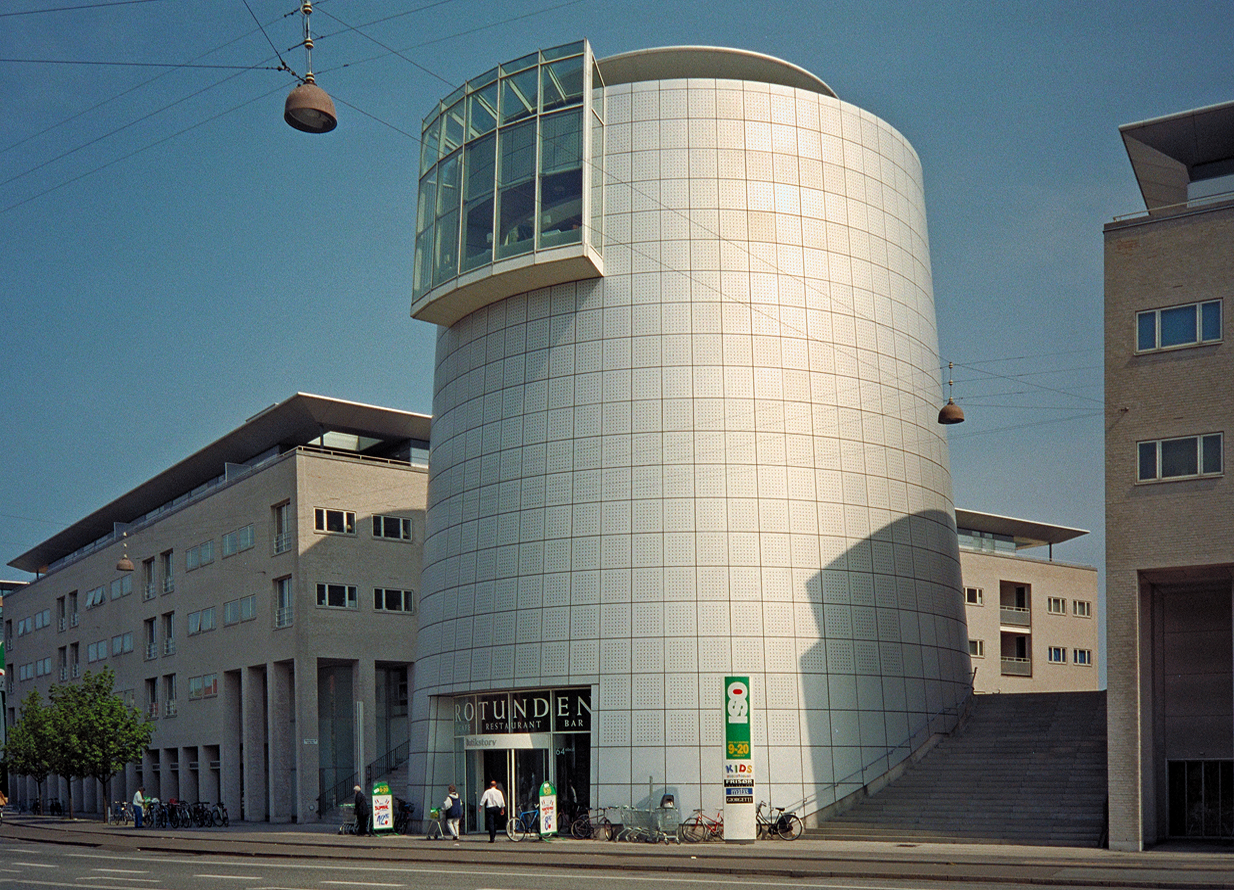
Rotundan de Hellerup.